# Dienes Szabolcs
Dienes Szabolcs DLA okleveles építészmérnök, a szabad művészetek doktora.

## Életpályája
Dienes Szabolcs DLA középiskolai tanulmányait Debrecenben, a Péchy Mihály Építőipari Szakközépiskolában végezte, ahol 1990-ben technikusi oklevelet szerzett. Felsőfokú építészeti tanulmányait a budapesti Szent István Egyetem Ybl Miklós Építéstudományi karán folytatta és 1994-ben szerezte építészmérnöki diplomáját Dr. Kapy Jenő DLA csoportjában. Posztgraduális képzés keretében, 1998-ban elvégezte a tervezői szakmérnöki iskolát, majd felvételt nyert a Budapesti Műszaki és Gazdasági Egyetem építészmérnöki karára.
Ekkor már a jelentős középületek tervezésével foglalkozó Iványi László műtermében dolgozott. Az Iványi által vezetett Planart műteremben – az ő közreműködésével – készültek a Közép-európai Egyetem, az O.T.C. Irodaház és a Budapest Bank központi épületének tervei.
A műegyetemi diploma megszerzése után Dr. Finta József DLA műtermében folytatta tervezői tevékenységét, ahol több középület tervezésével és sikeres pályázati munkákkal értek el közös sikereket. Többek között a „Kormányzati Negyed” és a „Városháza Fórum” pályázat színesíti tevékenységüket. De itt készül a debreceni Vásárcsarnok és Irodaház, a Westend II, a Millennium Városközpont, a zágrábi, a budapesti Kongresszusi Központ illetve a K&H Irodaház tervei is, melyekben fontos alkotói szerepet vállalt.
1999-ben földalatti bemutatótermet készített a Postamúzeum balatonszemesi szállítástörténeti gyűjteményének.
2007-ben elnyerte balatonlellei épületével az „Év családi háza” mestermű díjat.
2008-tól teljeskörű tervezői jogosultsággal rendelkező, építész vezető tervező.
A több mint 20 éves szakmai pályafutása után 2014-ben az építőművészet területén doktori, tudományos fokozatot  szerzett.

## Tanulmányai
- Pécsi Tudományegyetem, Breuer Marcell Doktori Iskola DLA (Doctor of Liberal Arts), a szabad művészetek doktora, tudományos fokozat 2011-2014
- Budapesti Műszaki és Gazdasági Egyetem, Építészmérnöki kar, okleveles építészmérnök (MSc) 1999-2003
- Szent István Egyetem Ybl Miklós Építéstudományi kar, építész tervező szakmérnök (BSc)1994-1998
- Szent István Egyetem Ybl Miklós Építéstudományi kar, építészmérnök (BSc) 1990-1994

## Díjak és elismerések
- Év lakóháza díj 2007
- Kormányzati Negyed pályázat, Budapest – II. díj
- Budapest szíve pályázat, Budapest – kiemelt megvétel
- Békásmegyeri Tűzoltólaktanya pályázat, Budapest –megvétel
- Környezetvédelmi Minisztérium, Budapest - I. díj

## Civil pályafutás
Számos fotográfiai kurzus (fotografus.hu - kurzusvezető: Gulyás Miklós illetve Martin Szipál magántanítványa) elvégzése után a MÜPA országos fotópályázatán díjazásban részesül izgalmas, absztrakt épületábrázolással foglalkozó képsorozata.

MÜPA, ARCHITECTURA SOROZAT
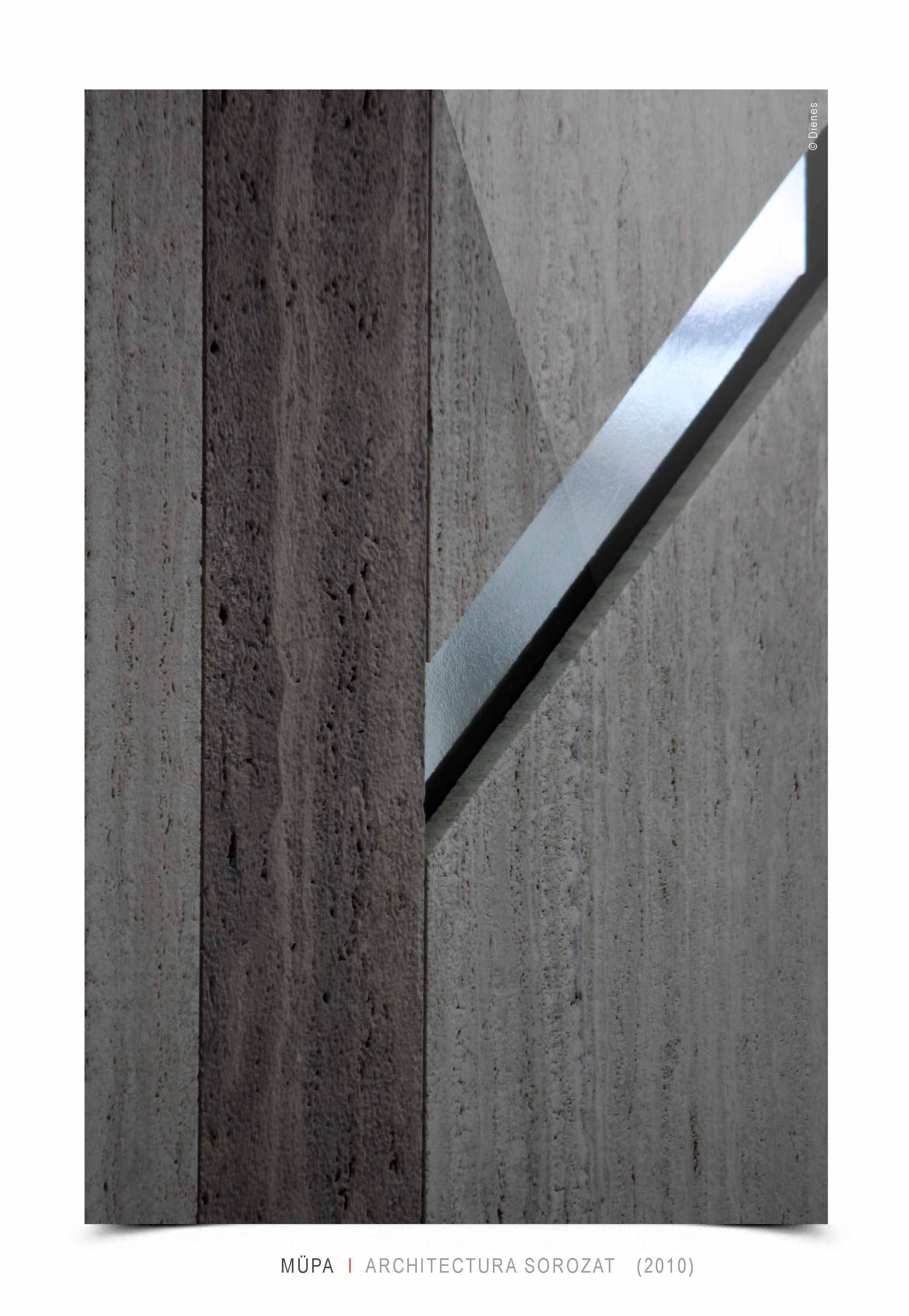
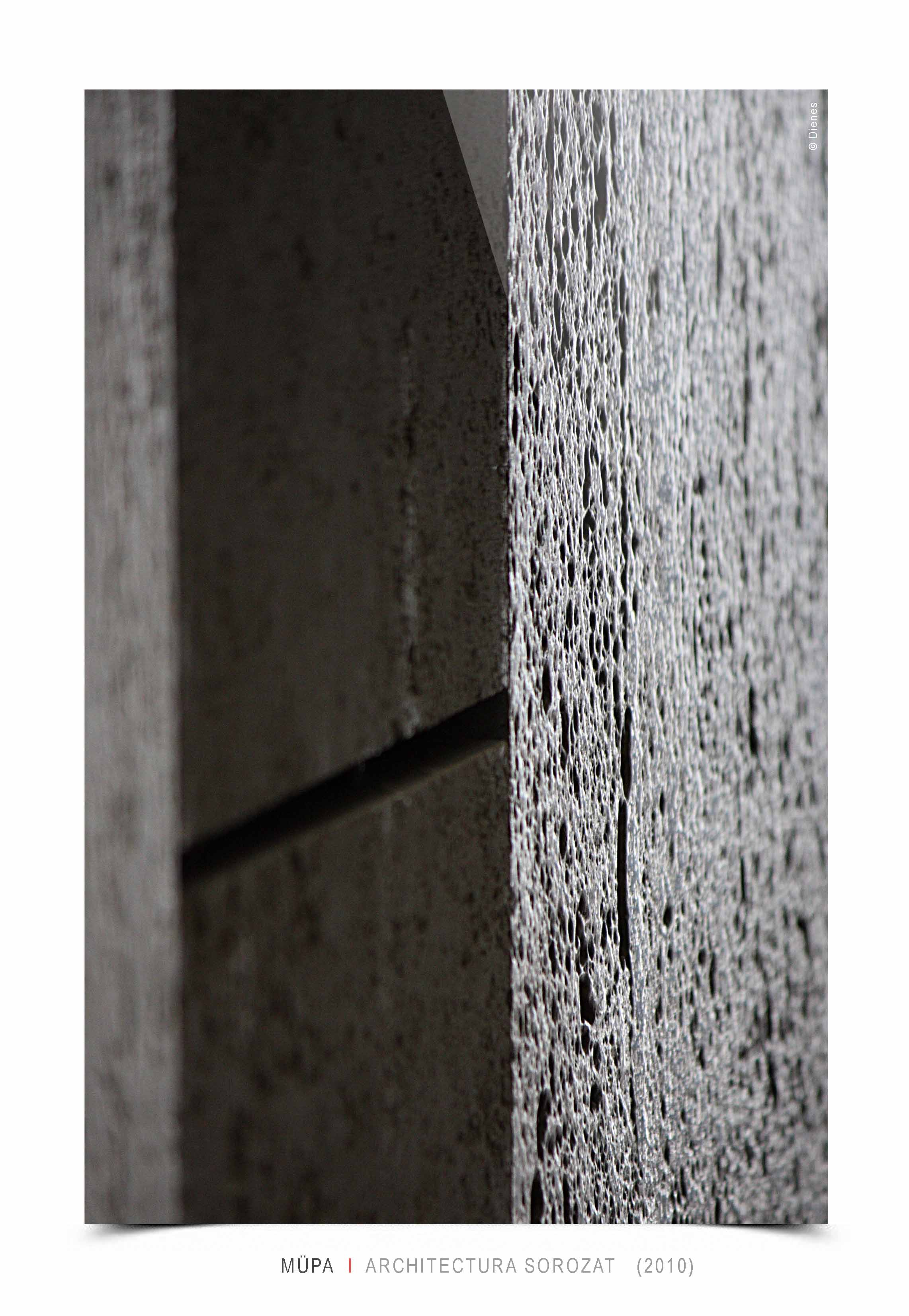
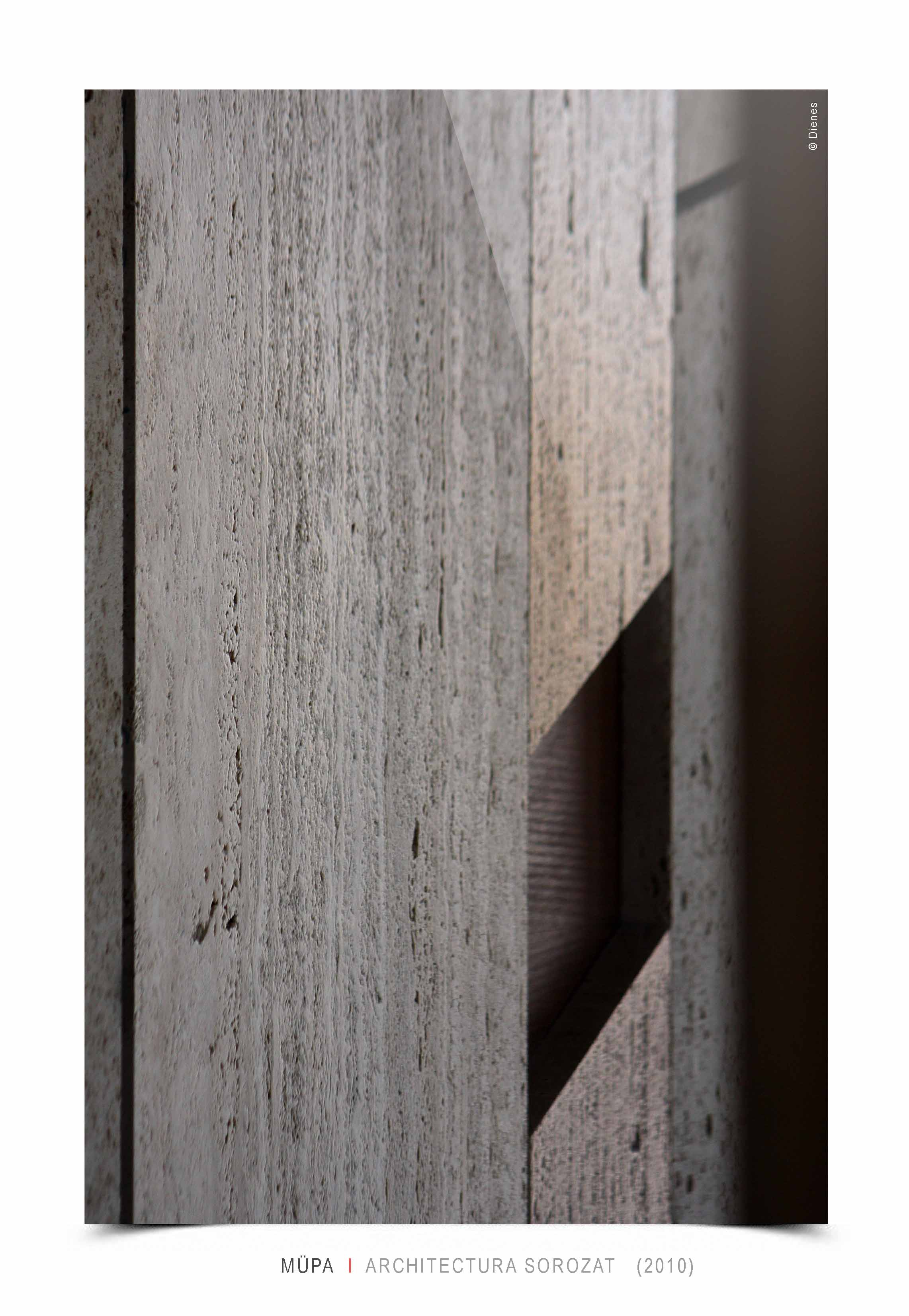
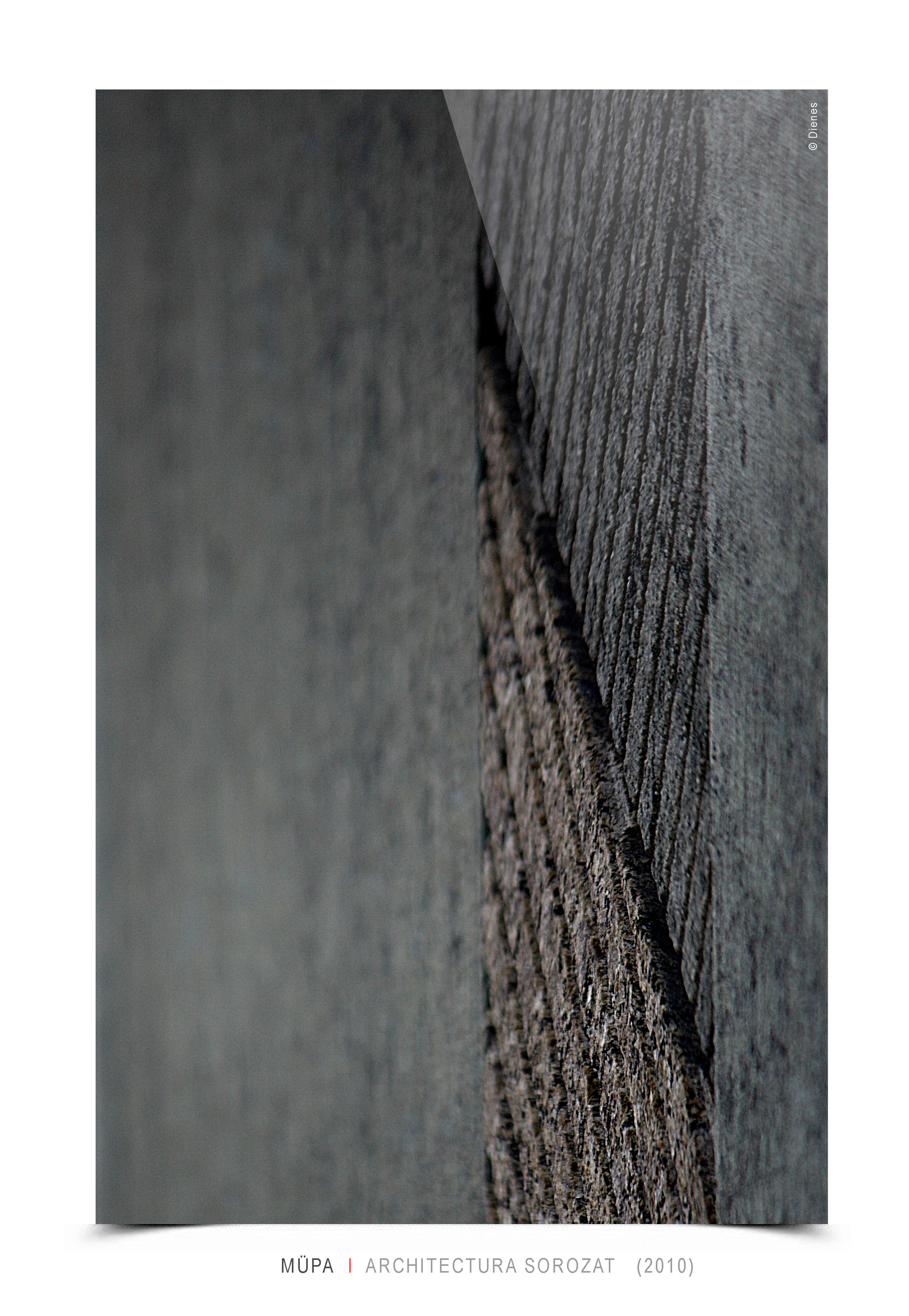

JELEN ÉS MÚLT
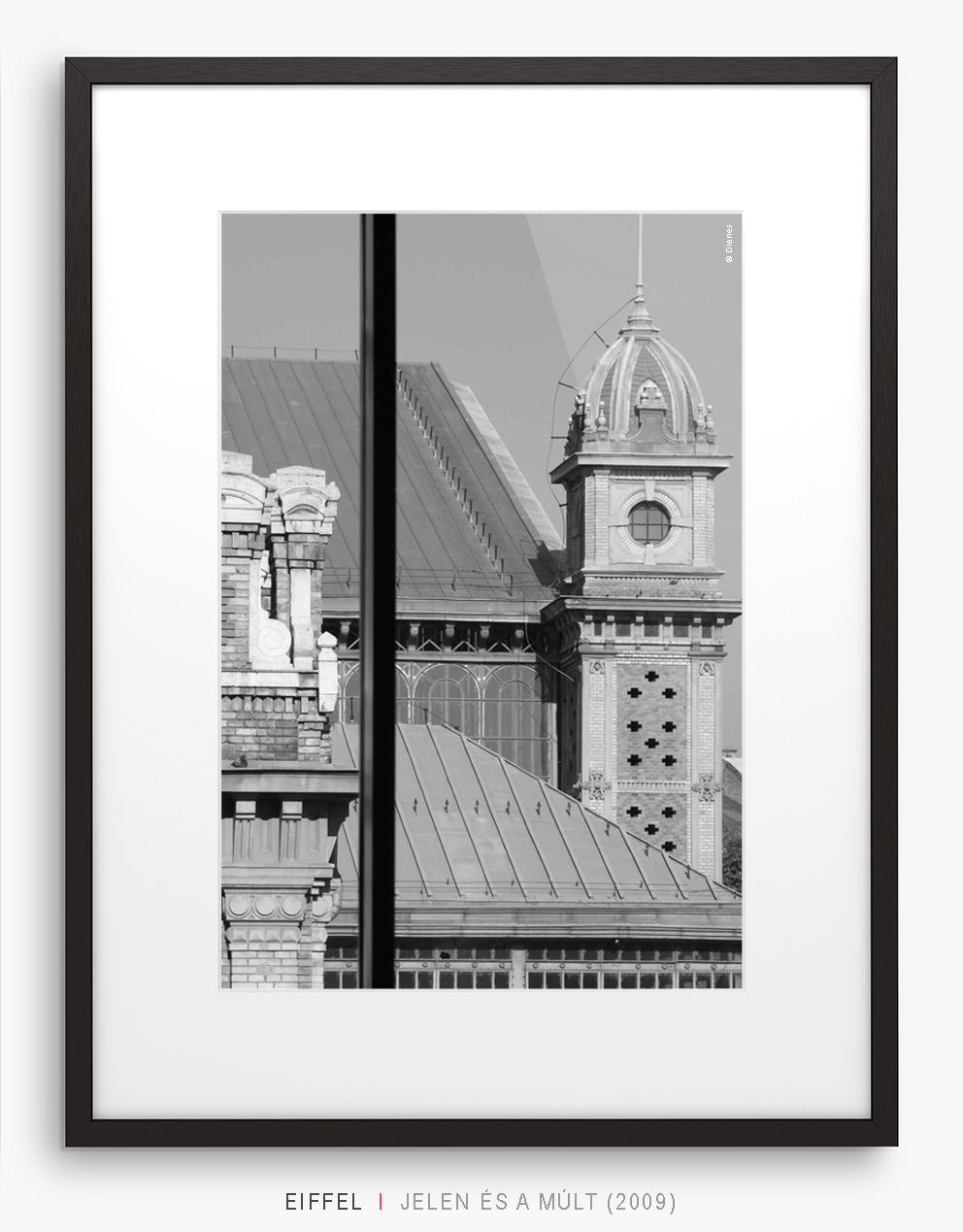
Jelen és múlt #1
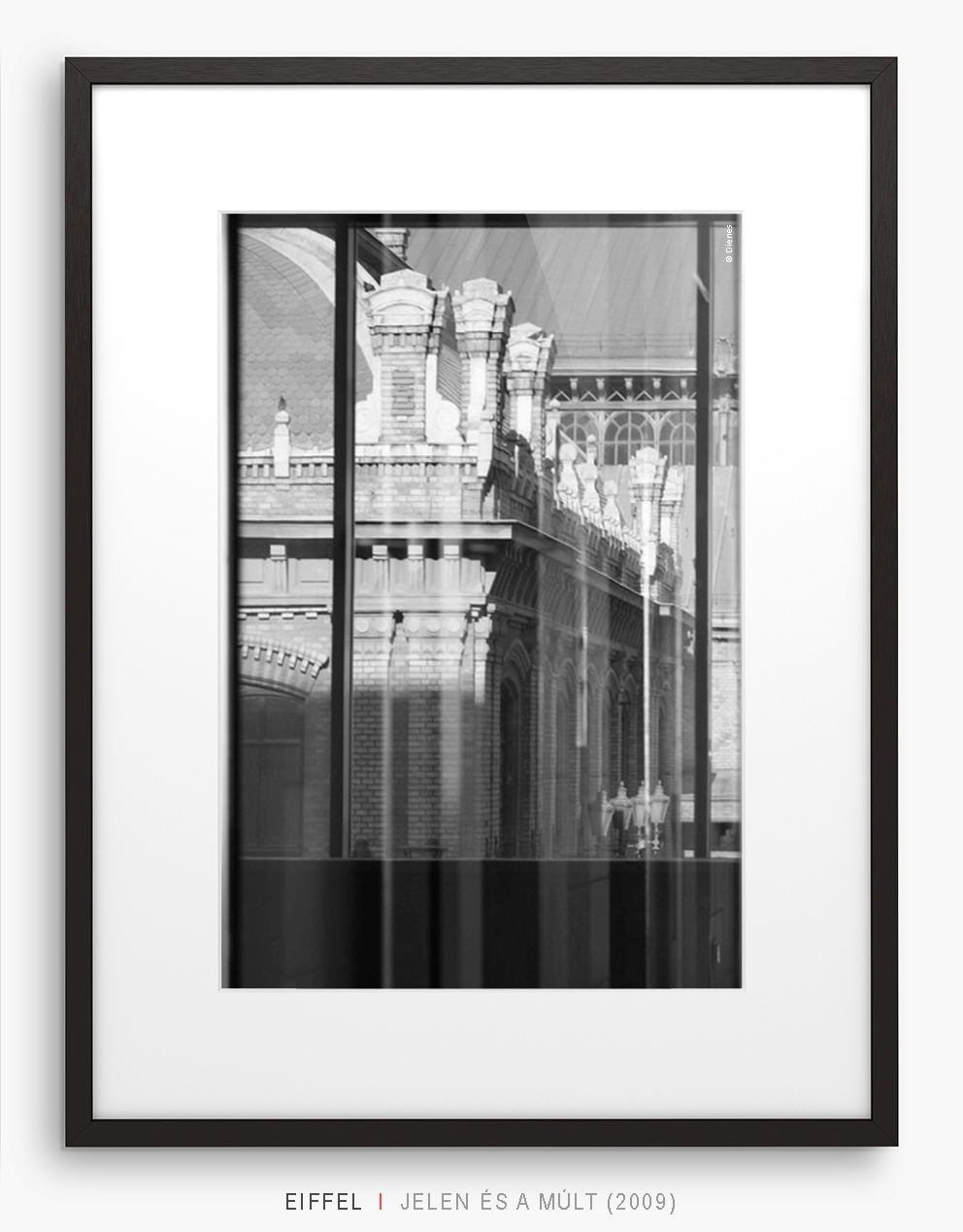
Jelen és múlt #2
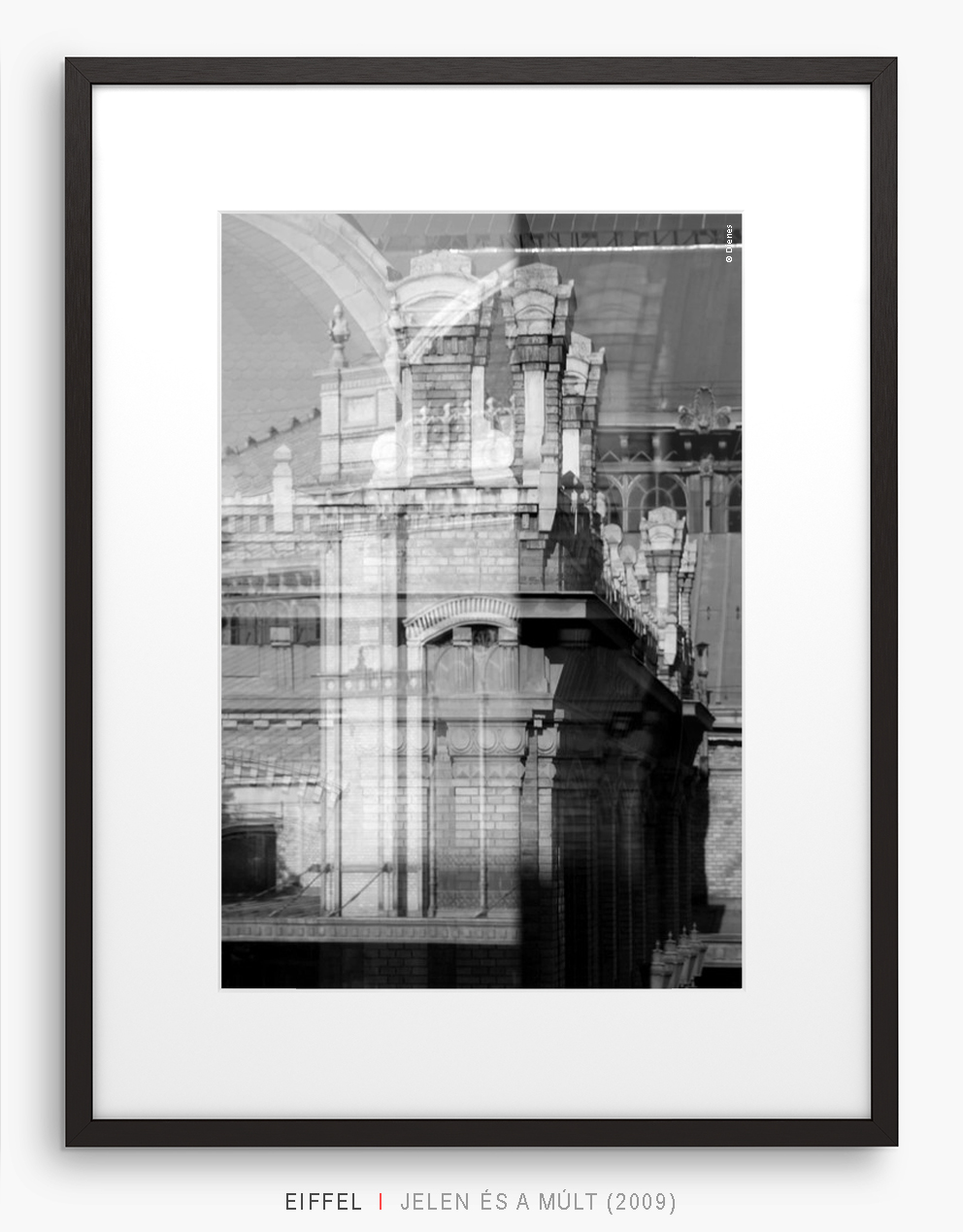
Jelen és múlt #3
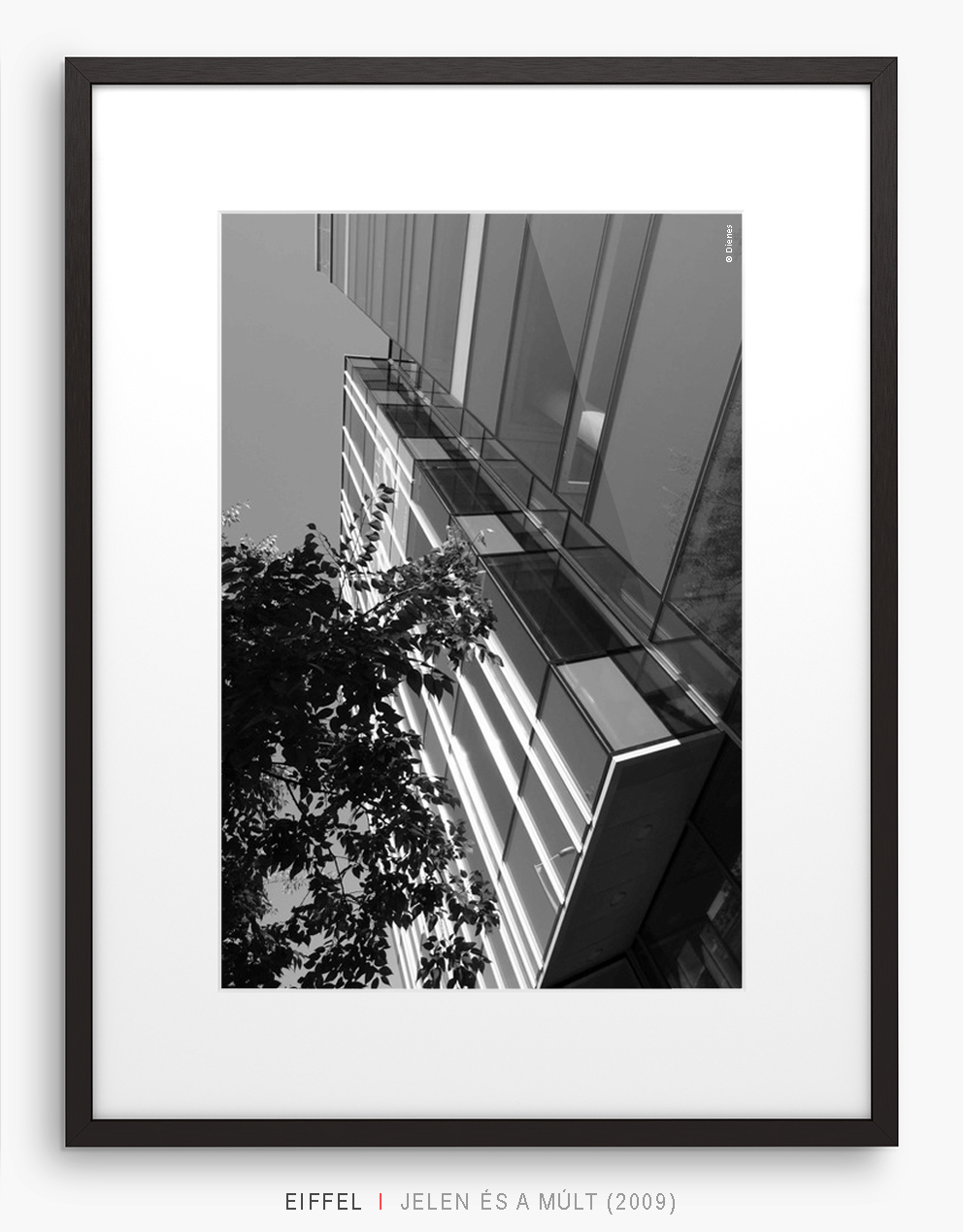
Jelen és múlt #4
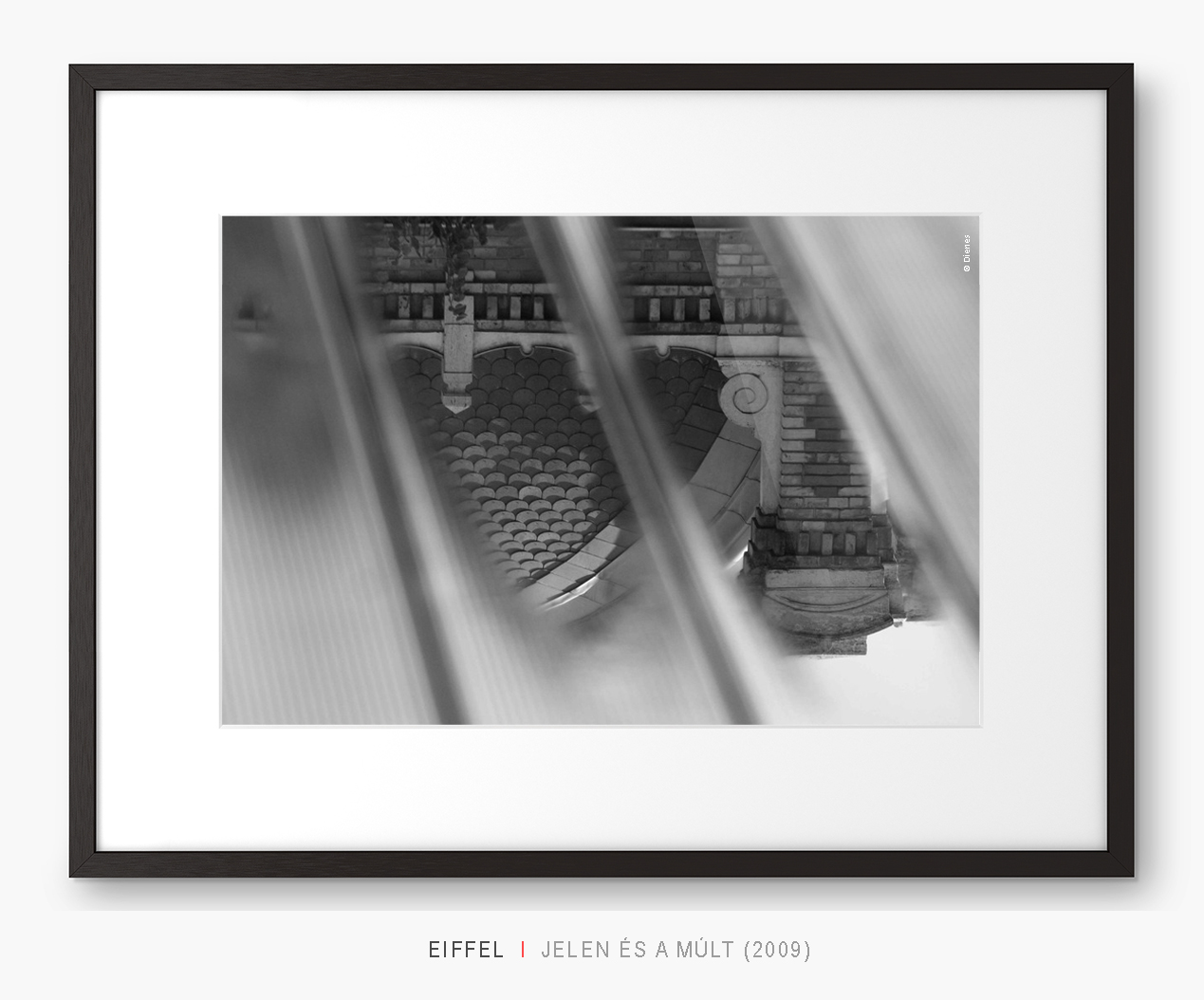
Jelen és múlt #5
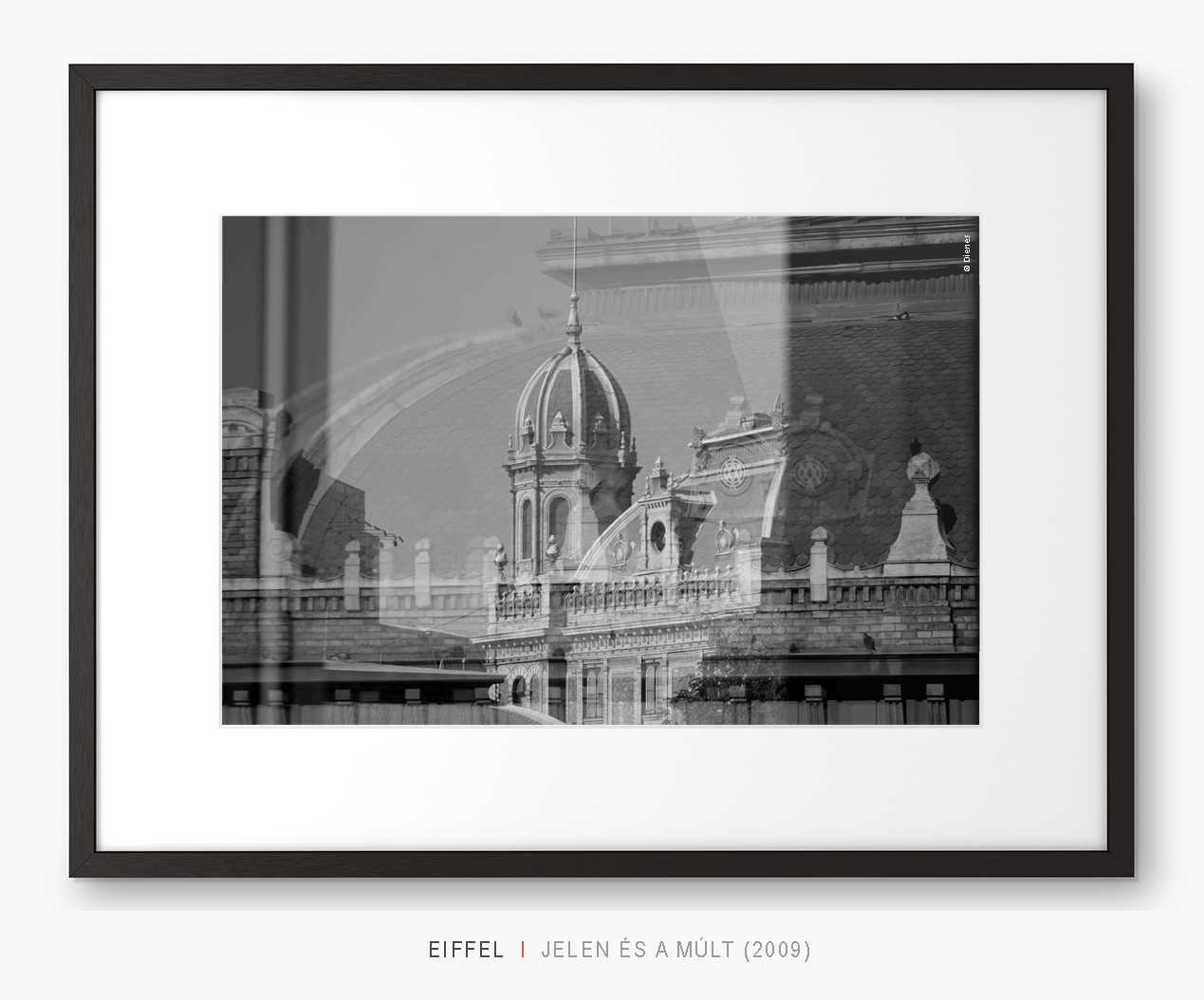
Jelen és múlt #6
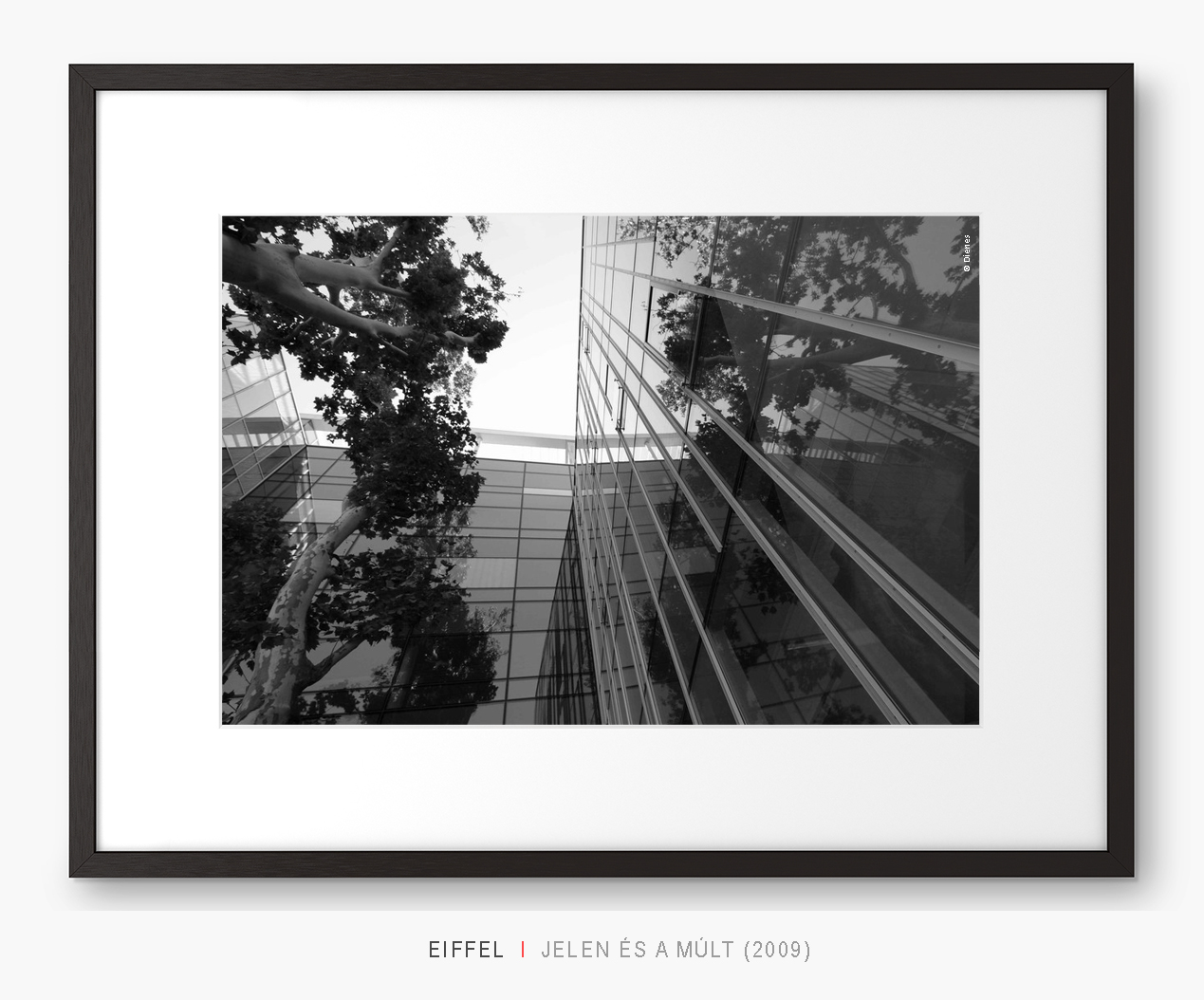
Jelen és múlt #7